# Leptostrangalia rufithorax
Leptostrangalia rufithorax is een keversoort uit de familie van de boktorren (Cerambycidae). De wetenschappelijke naam van de soort werd voor het eerst geldig gepubliceerd in 2019 door Huang en Vives.